# Vernolsäure
Vernolsäure ist eine natürlich vorkommende, ungesättigte und epoxidierte Fettsäure. Sie wurde zuerst im Jahr 1954 im Vernoniaöl, dem Samenöl der Baccharoides anthelmintica (Syn.: Vernonia anthelmintica), nachgewiesen.
Ein Isomer ist die Coronarsäure. Die Vernolsäure und die Coronarsäure sind die am häufigsten natürlich vorkommenden epoxierten Fettsäuren.

## Vorkommen
Vernolsäure ist der Hauptbestandteil des Vernoniaöls. Dieses wird bevorzugt aus den Samen (Achänen) der Korbblütler (Asteraceae) Centrapalus pauciflorus (Syn.: Vernonia galamensis) und  Baccharoides anthelmintica (Syn.: Vernonia anthelmintica) extrahiert. In ebenso hohen Konzentrationen kommt sie auch in Acilepis aspera (Syn.: Vernonia roxburghii), Vernonia volkameriifolia, Vernonia lasiopus und in Shorea laevis vor. Die Samen enthalten bis etwa 43 % Öl, das wiederum zu 54 bis 80 % aus Vernolsäure besteht. Auch kommt sie in größeren Mengen von über 50 % in Euphorbia lagascae sowie in der Kornblumenaster (Stokesia laevis), im Cephalocroton cordofanus und in Crepis-Arten vor. Meistens kommt in den Asteraceae das (+)-Isomer vor. Auch kommt sie in anderen Arten in tieferen Konzentrationen und auch als (−)-Isomer vor.

## Verwendung
Vernolsäurehaltige Öle eignen sich zur Herstellung von Epoxidharzen. Es ist in der Anwendung vergleichbar mit epoxidiertem Leinöl. 